# Curtis Hofwijks
Curtis Hofwijks (Paramaribo, 13 januari 1988) is een Surinaams activist en politicus. Samen met Stephano Biervliet richtte hij in 2015 de initiatiefgroep Wij Zijn Moe op die in Paramaribo meerdere grote demonstraties organiseerde. In 2018 was hij een van de oprichters van de politieke Partij voor Recht en Ontwikkeling (PRO).

## Biografie

### Achtergrond
Hofwijks werd geboren in de wijk Flora en groeide ook deels op in dit stadsdeel. Hij studeerde scheikunde en werkte vier jaar lang voor de Rosebel-goudmijn van Iamgold in het binnenland, eerst als scheikundige en daarna op de afdeling personeelszaken. Hij werkte tot circa maart 2017 bij het bedrijf. Hij is sinds 2013 vader van een zoon en keerde later terug naar Flora. Hier verdient hij zijn inkomen met houtskoolproductie en de teelt van pluimvee.

### Onvrede over de economie
In een interview in 2017 vertelde hij altijd al tegen onrecht te zijn geweest en ook bij Newmont op te hebben gestaan wanneer er volgens hem iets niet klopte. In aanloop naar de parlementsverkiezingen van 2015 had hij de straat op gewild om te protesteren tegen de leden van De Nationale Assemblée, omdat er vier maanden niet vergaderd werd om campagne te voeren. Hij vond dit onacceptabel en overwoog met een bord met de tekst "No work, no pay" te protesteren, omdat burgers ook niet worden betaald als zij niet werken. In de eerste maanden van het tweede Kabinet-Bouterse werden de economische gevolgen van het eerste kabinet duidelijk. De spreekwoordelijke druppel was de devaluatie van de Surinaamse dollar. Hofwijks besloot om in het vervolg elke vrijdag tegen het regeringsbeleid te protesteren. Hierbij voerde hij slogans als Pe a moni dé (Waar is het geld gebleven) en Weg met Bouta.

### Uitbreiding van het protest

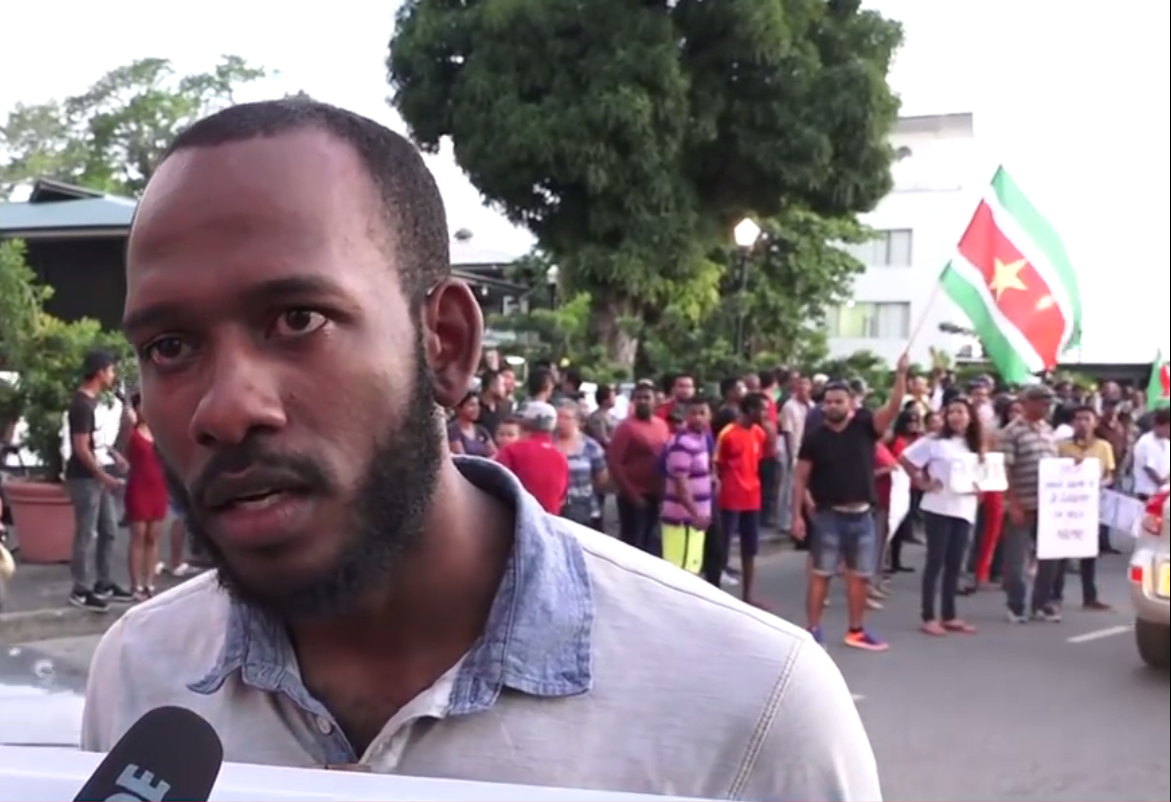
Curtis tijdens protest in 2016

Zonder elkaar te kennen, begon later op die vrijdag van 21 november 2015 een protest van Stephano Biervliet, die daarbij gesteund werd door enkele neven. Biervliet vervolgde in de dagen erna zijn protest en op 24 november besloten beide mannen hun acties samen voort te zetten. Hiervoor richtten zij de initiatiefgroep Wij Zijn Moe op met het doel het verzet tegen het regeringsbeleid te coördineren. Ze zetten de protesten dagelijks voort en werden daarbij gesteund door telkens rond de vijftig demonstranten. Ze hielden het bij elkaar 26 dagen vol, tot 16 december, en hun protest werd ook in De Nationale Assemblée besproken. Ook in de maanden daarna bleven ze elke vrijdag demonstreren op het Onafhankelijkheidsplein. In 2016 waren de prijzen voor levensmiddelen inmiddels met 40 procent gestegen en de prijzen voor elektriciteit verviervoudigd. Volgens Bouterse was het jammer dat de protestbeweging deed alsof de problemen in het land aan de regering zouden liggen.

### Corruption Crusader Award
In maart 2016 werd bekendgemaakt dat Hofwijks de Corruption Crusader Award zou worden toegekend door de Corruption & Ethics Movement Suriname (AC&EMS) van Hubert Rampersad. Hieraan was een bachelorbeurs verbonden ter waarde van 19.000 Amerikaanse dollar voor een studie bedrijfskunde, specialisatie goed bestuur en ethiek, aan de Technological University of the Americas in Paramaribo. Hofwijks voelde zich vereerd, maar ook bedroefd omdat de prijs alleen aan hem en niet aan meer leden van Wij Zijn Moe werd toegekend. De studie zou Hofwijks goed zijn uitgekomen, maar hij weigerde hem uiteindelijk te aanvaarden toen bleek dat de prijs werd gesponsord door een Surinaamse politieke partij.

### Grillige omstandigheden in 2017

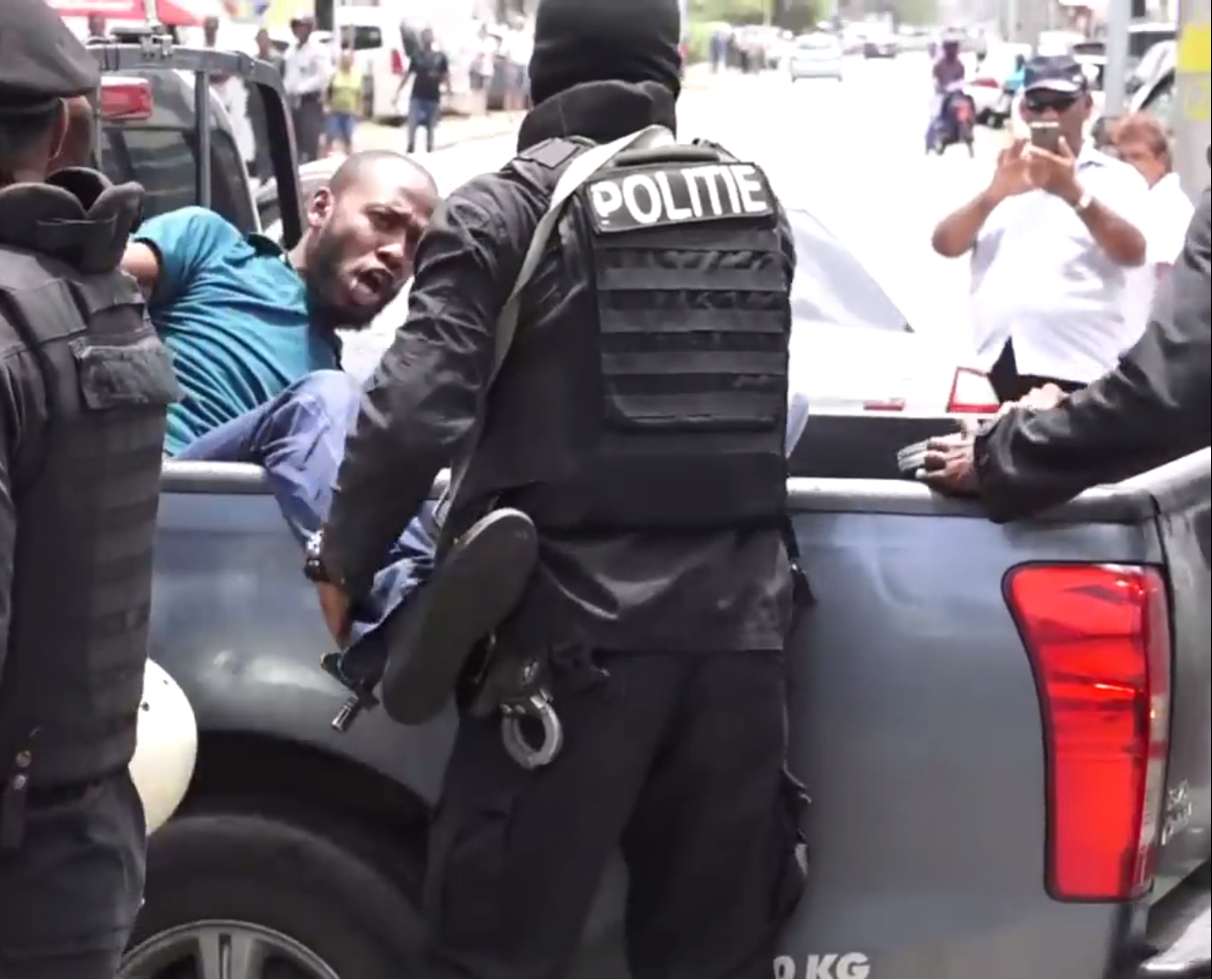
Hardhandige aanhouding, 18 april 2017

De demonstraties hielden aan en werden begin april 2017 door rond de 1500 demonstranten bezocht. Er was een incident met een auto die tijdens het protest inreed op het publiek. Hierbij raakte een deelneemster gewond.
Tijdens de demonstratie van 18 april werd Hofwijks hardhandig aangehouden, evenals Bryan Boerleider, vakbondsleider Wilgo Valies en een burger. Dit gebeurde tijdens een vreedzaam protest waar een zwaar bewapende, in sommige gevallen gemaskerde Mobiele Eenheid op af was gestuurd.

### Politieke aspiraties
Eerder in 2013 vertaalde Hofwijks zijn wil om niet aan de kant te blijven staan, in een inschrijving als lid van de politieke partij Democratie en Ontwikkeling in Eenheid (DOE). Toen DOE na de verkiezingen van 2015 samen ging werken met de regeringspartij NDP en vervolgens de Surinaamse dollar devalueerde, raakte hij verwijderd van deze partij.
Begin januari 2018 liet Hofwijks aan De Ware Tijd weten dat wanneer demonstreren onvoldoende zou blijken om verandering in de politiek teweeg te brengen, hij met Wij zijn Moe(dig) een intrede in de politiek als alternatief zag door middel van deelname aan de verkiezingen van 2020. Maisha Neus voegde aan het eind van de maand al de daad bij het woord met de oprichting van haar partij STREI! Hofwijks en enkele van de demonstranten van het eerste uur volgden in maart 2018 met de oprichting van de Partij voor Recht en Ontwikkeling (PRO). Hofwijks heeft sindsdien zitting in het bestuur en is een van de politieke leiders. Hij deed mee aan verkiezingen maar zijn de PRO verwierf geen zetels.
In april 2021 trad hij terug uit het bestuur om privé-redenen. Hij bleef wel aan als lid van PRO. Tijdens de verkiezingen van 2025 stond hij op nummer 10 van de lijst van de A20, dat een samenwerkingslijst is van A20, DOE en de PRO.

## Privé
In augustus 2020 bleek dat hij het coronavirus had. Hij ging daarna in isolatie.